# Міус (аеродром)
Міус — експериментальний аеродром у місті Сарові Нижньогородської області. Використовується для транспортного забезпечення розташованого тут Російського федерального ядерного центру (Всеросійський науково-дослідний інститут експериментальної фізики).
Загальна довжина ЗПС аеродрому 2500 м, робочої (використовувана) частини — 1920 м. Приймання повітряних суден цивільної авіації з пасажирами на борту здійснюється за разовими дозволами Росавіації.
Аеродром заснований в 1946. З 1975 до 2005 року здійснювалися рейси Ан-24 в аеропорт Биково (Москва). З 1962 до середини 1990-х на аеродромі функціонував аероклуб ДТСААФ (парашутні стрибки).
У 2018 році розпочато реконструкцію аеродрому (вартість першого етапу робіт становить 600 млн рублів). Буде реконструйовано злітно-посадкову смугу, змонтовано вісім об'єктів системи управління повітряним рухом, оснащених сучасним обладнанням забезпечення польотів вдень та вночі у приладових метеоумовах. До 2020 аеродром зможе приймати повітряні судна всіх типів.